# 岩井戸村
岩井戸村（いわいどむら）は、石川県鳳至郡に存在した村である。

## 地理

### 隣接していた市町村
- 鳳至郡柳田村・上町村・神野村・山田村・三井村・河原田村・鵠巣村・南志見村

## 歴史

### 沿革
- 1889年（明治22年）4月1日 町村制の施行により、鳳至郡当目村、大箱村、黒川村、五十里村、十郎原村及び北河内村を廃し、その区域をもって鳳至郡岩井戸村を設置する。
- 1908年（明治41年）4月1日 鳳至郡柳田村、上町村及び岩井戸村を廃し、その区域をもって鳳至郡柳田村を設置する。岩井戸村の6大字は柳田村に継承。

## 行政

### 村長
| 代 | 人 | 氏名         | 就任                      | 退任                      | 備考 |
| -- | -- | ------------ | ------------------------- | ------------------------- | ---- |
| 1  | 1  | 白渕三右衛門 | 1889年（明治22年）5月6日  | 1889年（明治22年）9月3日  |      |
| 2  | 2  | 白渕良制     | 1889年（明治22年）9月20日 | 1891年（明治24年）3月20日 |      |
| 3  | 3  | 花幸吉       | 1891年（明治24年）4月28日 | 1895年（明治28年）4月27日 |      |
| 4  | 4  | 直井勝太郎   | 1895年（明治28年）8月14日 | 1899年（明治32年）8月14日 |      |
| 5  | 5  | 原田彦作     | 1899年（明治32年）9月22日 | 1900年（明治33年）4月25日 |      |
| 4  | 4  | 杉山量吉     | 1900年（明治33年）5月?日  | 1900年（明治33年）8月9日  |      |
| 6  | 6  | 柏木藤三     | 1900年（明治33年）8月9日  | 1902年（明治35年）4月16日 |      |
| 7  |    | 原田彦作     | 1902年（明治35年）6月13日 | 1906年（明治39年）6月12日 |      |
| 8  | 7  | 石田蔦次郎   | 1906年（明治39年）7月20日 | 1908年（明治41年）3月31日 |      |